# Atletismo nos Jogos Pan-Americanos de 1983 - 400 m masculino
A prova dos 400 m masculino nos Jogos Pan-Americanos de 1983 foi realizada em Havana, Cuba.

## Medalhistas
| Ouro                           | Prata                    | Bronze                     |
| Cliff Wiley USA Estados Unidos | Lázaro Martínez CUB Cuba | Gerson de Souza BRA Brasil |

## Resultados
| Posição           | Nome            | Nacionalidade         | Tempo | Notas |
| ----------------- | --------------- | --------------------- | ----- | ----- |
| Medalha de ouro   | Cliff Wiley     | USA Estados Unidos    | 45.02 |       |
| Medalha de prata  | Lázaro Martínez | CUB Cuba              | 45.37 |       |
| Medalha de bronze | Gerson de Souza | BRA Brasil            | 45.45 |       |
| 4                 | James Rolle     | USA Estados Unidos    | 45.70 |       |
| 5                 | Carlos Reyté    | CUB Cuba              | 45.78 |       |
| 6                 | Steve Griffiths | JAM Jamaica           | 46.57 |       |
| 7                 | Aarón Phillips  | VEN Venezuela         | 46.68 |       |
| 8                 | Mike Puckerin   | TRI Trinidad e Tobago | 46.97 |       |